# Frati (Agios Vasilios)
Frati (griechisch Φρατί (n. sg.)) ist ein Dorf auf der griechischen Insel Kreta. Es gehört zur Gemeinde Agios Vasilios und zum Regionalbezirk Rethymno. Das Dorf liegt auf 350 Metern Höhe an einer Nebenstraße, welche am Eingang der Kourtaliotiko-Schlucht nach Myxorrouma zur Landstraße Rethymno-Spili abzweigt.

## Geschichte
Das Dorf wird 1577 von Francesco Barozzi als Pati in der Provinz Agios Vasilios erwähnt. In der venezianischen Volkszählung von 1583 wird es als Fratti mit 87 Einwohnern gelistet. In einer osmanischen Volkszählung von 1659 sind 6 Häuser verzeichnet.
Die Volkszählung von 1834, die von den ägyptischen Besatzern durchgeführt wurde, erwähnt Frati zusammen mit zehn anderen Dörfern der Umgebung. Bei der Volkszählung von 1881 gehörte es zur Gemeinde Lampi und hatte 67 Einwohner, allesamt Muslime. Die Zählung von 1900 dagegen verzeichnete nur noch 45 Einwohner. 1920 wurde Frati in die Landgemeinde Mixoroumata aufgenommen. Dort verblieb es bis zur Verwaltungsreform von 1997, mit der das Dorf der Gemeinde Lambi angegliedert wurde.
Bis Anfang des 20. Jahrhunderts war Frati und das östlich von ihm gelegene Tal hauptsächlich von einer türkischstämmigen Bevölkerung besiedelt. „Ungriechische“ Ortsnamen wie das nahgelegene Ντιμπλοχώρι (Diblochori) zeugen davon. Unter den vielen Ruinen in Diblochori, welches 1947 von den letzten Einwohnern verlassen wurde, befindet sich auch die noch gut erhaltene Kapelle der Panagia (Ζωοδόχου Πηγής) mit Wandgemälden von 1417.
Eine These zur Herkunft des Ortsnamens von Frati sieht eine Verbindung zur alternativen Benennung des südlich des Dorfes gelegenen Berges Koúles (676 m) als Fragtís oder Fratianós (Φράγμα ‚Damm‘), welcher wie ein Damm Wind, Wasser und Wolken den Zugang zur Südküste verwehrt. Auf dem Gipfel dieses Berges befindet sich die Ruine einer kleinen türkischen Befestigungsanlage, von der aus das ganze Umland einzusehen ist. Die zentrale Kapelle im Dorfkern Fratis wurde Ende des 19. Jahrhunderts erbaut.

## Wirtschaft
Frati ist ein rein agrarisch basiertes Dorf, Olivenanbau und Schaf- und Ziegenhaltung sind die Haupterwerbszweige. Zwar vermieten 2 Pensionen Appartements, aber die noch Mitte der 2000er Jahre vorhandenen Tavernen und Kafenia sind inzwischen geschlossen. Die lokale Bevölkerung versorgt sich mit Lebensmitteln durch fahrende Händler, der nächstgelegene Lebensmittel-Markt und Bäcker befindet sich im nahegelegenen Dorf Myxorrouma.